# 아타리 ST

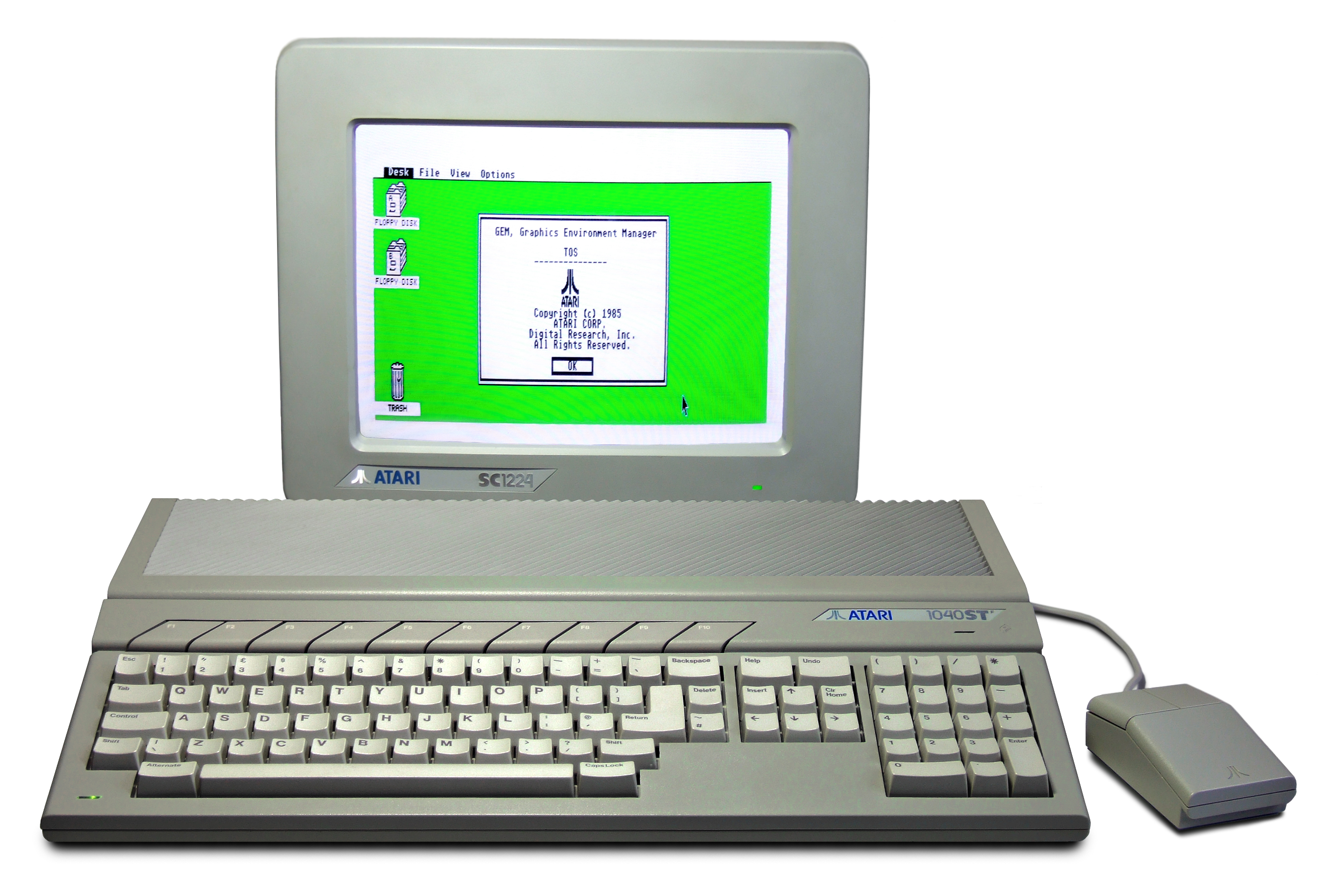
아타리 ST 계열

아타리 ST(Atari ST)는 1985년 6월에 아타리가 출시한 가정용 컴퓨터이다. 1985년 5월 즈음에 시제품이 배포되었고 1990년대 초 여름부터 상용화되었다. "ST"는 "Sixteen/Thirty-two"(16/32)를 뜻하는데 이는 모토로라 68000의 16비트 외부 버스와 32비트 내부 버스를 가리킨다. 저만의 그래픽 사용자 인터페이스로 인해 잭 트라미엘의 이름을 따서 재킨토시(Jackintosh)로 불리기도 했다.
ST는 나중에 아타리 STE, 아타리 TT, 아미가 메가 STE, 팔콘 컴퓨터들이 대신하게 되었다.

## 모델
아래는 아타리 ST의 출시순 모델 목록이다.
- 520ST
- 130ST
- 520ST+
- 260ST
- 520STM
- 520STFM
- 1040STF
- 1040STFM
- 메가 ST (메가 1, 메가 2, 메가 4)
- 520STE, 1040STE
- 4160STE
- 메가 STE
- STacy
- ST BOOK

## 참조
1. ↑  “Three Years with the ST”. 《STart Magazine》. 1988년 summer월. 2012년 5월 21일에 원본 문서에서 보존된 문서. 2012년 6월 8일에 확인함.
2. ↑  “Personal Computer News 110: Atari Advances - The Atari 520ST - Preview by Alan Turbull”. 1985년 june월. 2014년 1월 16일에 원본 문서에서 보존된 문서. 2012년 11월 7일에 확인함.
3. ↑  “The Future of Atari Computing”. 《STart Magazine》. 1989년 12월. 2006년 6월 23일에 확인함.